# Karl 3. af Napoli
Karl 3. af Napoli (født 1345, død 24. februar 1386), også kaldet Karl af Durazzo og Karl den Lille, var konge af Napoli fra 1381 til 1386 og konge af Ungarn som Karl 2. fra 1385 til 1386.
Karl lod sin forgænger, dronning Johanna 1. af Napoli myrde i 1382. Han blev selv myrdet i 1386. Ved hans død blev han ikke begravet, da han var Ekskommunikeret af den Katolske kirke.
Karl var gift med sin kusine Margaret af Durazzo (italiensk: Margherita di Durazzo) (død 1412), som også var niece til dronning Johanna 1..

## Børn
1. Johanna 2. af Napoli
2. Vladislav af Napoli